# Z18 Hans Lüdemann
Z18 «Ганс Людеман» (нім. Z18 Hans Lüdemann) — військовий корабель, ескадрений міноносець типу 1936 Кріґсмаріне за часів Другої світової війни.
Есмінець Z18 «Ганс Людеман» був закладений 9 вересня 1936 року на верфі DeSchiMAG у Бремені, 1 грудня 1937 року спущений на воду, а 8 жовтня 1938 року введений до складу військово-морських сил Третього Рейху.
Ескадрений міноносець Z18 названий на честь мічмана Ганса Людемана, який ціною власного життя врятував людей, що залишилися в машинному відділенні міноносця S-13 після вибуху балона високого тиску 14 травня 1913 року.
Есмінець брав активну участь у бойових діях на морі на початковому етапі Другої світової війни. У квітні 1940 року залучався до операції «Везерюбунг», німецького вторгнення в Норвегію. 13 квітня 1940 року у ході другої битви за Нарвік був серйозно пошкоджений та затоплений екіпажем в Уфут-фіорді.

## Історія служби
У ніч на 17/18 жовтня 1939 року контрадмірал Гюнтер Лют'єнс на борту флагманського корабля Z21 «Вільгельм Гайдкамп» очолив групу есмінців Z16 «Фрідріх Еккольдт», Z17 «Дітер фон Редер», Z18 «Ганс Людеман», Z19 «Герман Кюнне» і Z20 «Карл Гальстер», які вийшли на постановку мінного поля у гирлі англійської річки Гамбер. Британці не знали про існування мінного поля і в результаті втратили на ньому сім суден загальною тоннажністю 25 825 БРТ.
13 листопада 1939 року на мінному полі, встановленому німецькими есмінцями Z20 «Карл Гальстер», Z18 «Ганс Людеманн», Z19 «Герман Кюнне» та Z21 «Вільгельм Гайдкамп» в естуарії Темзи підірвався та затонув британський есмінець «Бланш»; це був перший британський есмінець, утрачений під час війни.
9 квітня 1940 року за планом операції «Везерюбунг» розпочалося німецьке вторгнення в Норвегію. Для запобігання будь-якої можливості зриву британцями висадки десанту, командування Крігсмаріне заздалегідь відрядило флотські угруповання під командування віцеадмірала Гюнтера Лют'єнса для захисту конвоїв з військами, що висаджувалися у Нарвіку. Німецька ескадра складалася з лінійних кораблів «Шарнгорст» та «Гнейзенау», важкого крейсера «Адмірал Гіппер» та десяти есмінців. При вторгненні сталася битва за Нарвік, під час якої норвезькі панцерники берегової оборони «Ейдсволл» і «Нордж», що спробували чинити опір, загинули.
13 квітня у прибережних водах Нарвіка сталася друга морська битва, в якій британський флот вщент розгромив німецьке угруповання, потопивши 8 есмінців та 1 підводний човен.
Z18 «Ганс Людеманн» разом із Z2 «Георг Тіле» зайняв позицію біля вузького протоку Штраумен, щоб дати двом есмінцям, що залишилися, час затопити себе у верхній частині фіорду. Британські есмінці, що переслідували, спочатку вели вогонь по «Гансу Людеманну», який безрезультатно стріляв з відстані 4800 м по кораблях противника. Його останні чотири торпеди, що залишилися, були випущені наосліп, одна з яких пройшла під «Форестером», і жодна не влучила в ціль. Незабаром після цього «Ескімо» двічі влучив у німецький есмінець, знищивши гармати № 4 і № 5 і пошкодивши гармату № 3, єдині, які могли достойно протистояти корабельній артилерії британців, корветтен-капітан Герберт Фрідріхс, капітан корабля, вирішив відступити, оскільки більше не міг боротися з британськими кораблями, і викинув корабель на берег біля фіорду. Він наказав підготувати есмінець для підриву та з екіпажем залишив корабель, поки Z2 «Георг Тіле» продовжував битися. Кілька годин потому, після того, як останній корабель Крігсмаріне був знищений у бою, есмінці «Хіроу» та «Ікарус» підійшли і знайшли Z18 «Ганс Людеманн» все ще неушкодженим, підривні заряди частково не спрацювали. Перший відправив на борт абордаж, але вони не знайшли нічого цінного, крім сувенірів, і «Хіроу», виконуючи наказ знищити всі німецькі есмінці, торпедував його уламки.